# Giovanna Agnese Berthelot de Pleneuf
Giovanna Agnese Berthelot de Pléneuf, detta Madame de Prie o Marchesa de Prie (Parigi, 1698 – Courbépine, 7 ottobre 1727), fu un'amante molto influente del Primo Ministro francese di Luigi XV, Luigi-Enrico di Borbone-Condé, e fu protettrice di artisti e letterati.
Era figlia del ricco e spregiudicato finanziere francese Étienne Berthelot de Pléneuf, fermier général delle polveri e del salnitro.

## Biografia
Intelligente, carina, spiritosa, ambiziosa e dotata di un particolare talento per il suono del clavicembalo, all'età di 15 anni sposò, il 28 dicembre 1713, un nobile spiantato, Luigi di Pries, marchese di Planes, cugino primo d'acquisto di Madame de Ventadour, e lo seguì presso la corte dei Savoia a Torino ove il marito svolgeva la funzione di ambasciatore.
Sei anni dopo rientrò in Francia, ove divenne tosto l'amante del duca di Borbone. La sua influenza sul duca fu tale, che durante il suo incarico di Primo Ministro (1723–1726) fu lei di fatto la reggente del Governo di Francia. Il suo maggior capolavoro fu la mediazione che portò al matrimonio di Luigi XV con la principessa polacca Maria Leszczyńska.
La sua ascesa ebbe una fine repentina allorché cercò invano, nel 1725, di costringere all'esilio il rivale del duca di Borbone, il vescovo (e poi cardinale dal 1726) André-Hercule de Fleury. Dopo il ritorno del Fleury, che prese il posto del duca di Borbone quale Primo Ministro mentre quest'ultimo veniva confinato nel Castello di Chantilly, fu confinata nel castello di Courbépine, ove un anno dopo morì.

## Giovanna-Agnese nell'arte
La vita della Marchesa di Prie fu più volte elaborata da letterati e cineasti. Le opere in merito più note sono il racconto di Stefan Zweig, Geschichte eines Untergangs (Storia di un tramonto) ed il film TV del 1996 di Pierre Granier-Deferre, La dernière fête,  (L'ultima festa) con Charlotte Rampling nella parte della protagonista.